# گئورگ لیندمان
گئورگ هاینریش لیندمان (به آلمانی: Georg Lindemann) (۸ مارس ۱۸۸۴–۲۵ سپتامبر ۱۹۶۳) نظامی بلندپایه آلمانی در دوره رایش سوم بود که فرماندهی یگان‌های مختلفی را در طول جنگ جهانی دوم بر عهده داشت.

## سال‌های اولیه
گئورگ لیندمان رو ۸ مارس سال ۱۸۸۴ در استربورگ در آلتمارک زاده شد. سال ۱۹۰۳ به عنوان درجه‌دار نامزد افسری، به ارتش پروس پیوست. سال ۱۹۰۴ در هنگ ۶ دراگون ماگدبورگ در راینلند به سلک افسران درآمد. تا سال ۱۹۱۳ در هنگ ۱۳ هوسار به درجه ستوان یکم ترفیع گرفت. با آغاز جنگ جهانی اول در قابل ارتش پنجم در تهاجم به سمت پاریس حاضر بود. سپس دوره ستاد کل را تکمیل کرد. روز ۲۸ نوامبر سال ۱۹۱۴ به درجه سروان ترفیع گرفت و بهار سال ۱۹۱۵ به عنوان افسر ستادی به جبهه غربی بازگشت. تا تابستان سال ۱۹۱۶ در ستاد ارتش یکم در فرانسه بود. در ادامه در ستاد لشکر دویست‌وبیستم پیاده‌نظام وستفالی خدمت کرد. لیندمان افسر عملیات‌های لشکر دویستم پیاده‌نظام در جبهه غربی بود که جنگ به پایان رسید. در طول جنگ هر دو درجه نشان صلیب آهنین و نشان خاندان هوهن‌تسولرن با شمشیرها را دریافت کرد.

## رایشسور
لیندمان پس از بازگشت به آلمان در ستاد لشکر مرزبانی فون لتوو-فِربِک قرار گرفت. اواخر سال ۱۹۱۹ مدرس دانشکده پیاده‌نظام در مونشن شد. به خدمت در رسته سواره‌نظام در رایشسور درآمد. بین سال‌های ۱۹۲۲ تا ۱۹۲۵ در هنگ ۷ سواره‌نظام در برسلاو بود و در دو سال پایانی فرماندهی یک گروهان از آن را بر عهده داشت. سپس تا سال ۱۹۲۸ در ستاد لشکر دوم سواره‌نظام در برسلاو مشغول بود. در ادامه تا سال ۱۹۳۱ یک گروه آموزشی را در دانشکده سواره‌نظام هانوفر و تا سال ۱۹۳۴ هنگ ۱۳ سواره‌نظام پروس را در همان شهر فرماندهی کرد. در این مدت سال ۱۹۲۶ به درجه سرگرد، سال ۱۹۳۱ به درجه سرهنگ دوم و سال ۱۹۳۳ به درجه سرهنگ تمام ترفیع گرفت.

## ورماخت
لیندمان بین سال‌های ۱۹۳۴ تا ۱۹۳۶ فرمانده دانشکده جنگ هانوفر بود و سپس فرماندهی لشکر تازه‌تشکیل‌شده سی‌وششم پیاده‌نظام را در کایزرسلاوترن در دست داشت. روز ۲۰ آوریل سال ۱۹۳۶ به درجه سرتیپ و ۱ آوریل سال ۱۹۳۸ به درجه سرلشکر ترفیع گرفت.

### جنگ جهانی دوم
نبرد فرانسه
در پی آغاز جنگ جهانی دوم، لیندمان لشکر سی‌وششم پیاده‌نظام را در درگیرهای مرزهای غربی موسوم به جنگ تصنعی از ماه سپامبر سال ۱۹۳۹ هدایت کرد. در جریان تهاجم به فرانسه در سال ۱۹۴۰ با لشکر خود به خط ماژینو حمله برد. ماهیت این نبردگاه امکان ارز اندام چندانی به لیندمان نداد. با این وجود روز ۵ اوت سال ۱۹۴۰ نشان عالی صلیب شوالیه صلیب آهنین به او اعطا شد. روز ۱ اکتبر همان سال فرماندهی سپاه ۵۰ که در ناحیه بادن در آلمان در حال تشکیل بود، در اختیار لیندمان قرار گرفت. یک ماه بعد به درجه سپهبد (ژنرال نیروهای سواره‌نظام) ترفیع گرفت.
جبهه شرقی
سپاه لیندمان متشکل از سه لشکر پیاده‌نظام چهل‌وششم، هفتادوششم و صدونودوهشتم، بهار سال ۱۹۴۱ به بالکان منتقل شد. تا این زمان نبرد یوگسلاوی و یونان به پایان رسیده بود. قرارگاه سپاه ابتدا به رومانی و سپس به بلغارستان رفت و سپس به برلین بازگشت.
نیروهای لیندمان هنگام آغاز عملیات بارباروسا، تهاجم به شوروی همچنان در آلمان مستقر بودند. این سپاه ماه اوت به ناحیه اسمولنسک و از آن‌جا به ناحیه لنینگراد منتقل شد. در جریان تلاش گروه ارتش مرکز برای به محاصره درآوردن لنینگراد، سپاه ۵۰ با دو لشکر دویست‌وشصت‌وسوم پیاده‌نظام لشکر پلیس اس‌اس، از جناح راست آن محافظت می‌کرد. در پی صدور دستور توقف از جانب فرماندهی عالی، نیروهای لیندمان در مواضع دفاعی در ناحیه غربی خط محاصره لنینگراد قرار گرفتند.
هنگامی که ارتشبد گئورگ فون کوشلر جای فیلدمارشال ویلهلم ریتر فون لیب در فرماندهی گروه ارتش شمال گرفت، لیندمان روز ۱۷ ژانویه سال ۱۹۴۲ جانشین او در فرماندهی ارتش هجدهم شد. لیندمان در پیروزی‌های کسب شده تا این زمان در خاک شوروی نقش چندان با اهمیتی ایفا نکرده بود؛ بلکه این تعلق خاطر او به ناسیونال سوسیالیسم و اعتماد فرمانده عالی در تبعیت او از خواسته‌هایش بود که احتمالاً سبب چنین انتصابی شد. در حقیقت دو تن از فرماندهان سه سپاه دیگر ارتش هجدهم ارشدتر از لیندمان بودند و دیگری تاریخ ترفیع مشابهی با او داشت.
به هر صورت لیندمان کار خود در جایگاه جدید را به شکل مناسبی آغاز کرد. در مدت کوتاهی دو ارتش شوروی در ناحیه وولخوف به محاصره افتادند و منهدم شدند. پس از این نبرد، روز ۳ ژوئیه سال ۱۹۴۲ به درجه ارتشبد ترفیع گرفت. نیروهای او در مابقی طول سال ۱۹۴۲ چندین تلاش ارتش سرخ برای شکستن محاصره لنینگراد را ناکام گذاشتند. به هر صورت لیندمان در نهایت توانستند جلوی باز شدن یک مسیر تدارکاتی به این شهر توسط شوروی در ماه ژانویه سال ۱۹۴۳ را بگیرد. با این وجود، به منظور تقدیر از او، روز ۲۱ اوت سال ۱۹۴۳ برگ‌های بلوط به نشان صلیب شوالیه لیندمان افزوده شد. هیتلر مدتی بعد بابت این «خدمت واقعی و صادقانه» مبلغ ۲۰۰٬۰۰۰ رایشس‌مارک نیز به او هدیه کرد.
هنگامی که فیلدمارشال فون کوشلر در مقابل فشار دشمن، اواخر سال ۱۹۴۳ از فرماندهی عالی خواست با دست کشیدن از محاصره لنینگراد، مجوز عقب‌نشینی به خط پانتر در مواضع پشت سر، را صادر کند، هیتلر نظر لیندمان را جویا شد. او در پاسخ ابراز اطمینان کرد که ارتش او از پس دشمن مقابل خود برخواهد آمد. هیتلر بر این مبنا خواسته کوشلر را رد کرد. روز ۴ ژانویه سال ۱۹۴۴، درحالی‌که فاجعه‌ای برای گروه ارتش شمال در حال رقم خوردن بود، فیلدمارشال فون کوشلر به قرارگاه لیندمان رفت و رسماً «به او التماس کرد» در عقیده خود تجدید نظر کند. به هر حال با وجود نبود هیچ نیروی ذخیره‌ای، لیندمان دوباره بر توانمندی ارتشش در حفظ خط خود تأکید کرد. لیندمان در عمل هیچ نیروی ذخیره و زرهی نداشت و پشتیبانی هوایی از او بسیار ضعیف بود. بدین ترتیب بیش از واقع تصور کردن توانایی ۲۱ لشکر تضعیف‌شده خود (از جمله ۵ لشکر میدانی لوفت‌وافه) که هر یک خط مقدمی به طول حدود ۲۵ کیلومتر را حفظ می‌کردند و دست کم گرفتن قدرت دشمن در نهایت برای او گران تمام شد. تهاجم گسترده شوروی از روز ۱۴ ژانویه با برتری ۶ به ۱ آغاز شد. یگان‌های زمینی کم‌آموزش‌دیده لوفت‌وافه تا روز ۱۷ ژانویه از هم پاشیدند. تنها این مقاومت شدید سپاه ۳ اس‌اس بود که اجازه نداد جناح چپ ارتش هجدهم کاملاً از هم بپاشد. با این وجود این بخش با دادن تلفات سنگین به مرور عقب رانده شد. کل ارتش هجدهم در معرض افتادن در محاصره از دو طرف بود. فیلدمارشال فون کوشلر در نهایت، با زیر پا گذاشتن خواست فرماندهی عالی، خود روز ۱۸ ژانویه به ارتش هجدهم دستور به عقب‌نشینی داد. با این وجود ارتش لیندمان تا پایان ماه در این فرایند دو سوم از نیروهای خود را از داد. تقصیر این فاجعه از طرف فرماندهی عالی به گردن خود فیلدمارشال فون کوشلر افتاد. او از مقام خود خلع و با ارتشبد والتر مدل جایگزین شد. علاوه‌براین، وقتی مدل به جایگاه دیگری منتقل شد، هیتلر لیندمان را روز ۱ مارس در جای او در فرماندهی گروه ارتش شمال قرار داد.
خط مقدم گروه ارتش شمال تا روز ۳۱ مارس سال ۱۹۴۳ تا حدود زیادی تثبیت شد؛ چرا که پیش از این به مدل اجازه عقب‌نشینی به خط پانتر داده شده بود و از طرفی آب‌وهوای بد دیگر به ارتش اجازه ادامه مؤثر تهاجم را نمی‌داد. بخش مربوط به یگان لیندمان تا ماه ژوئن در آرامش نسبی بود؛ تا این ارتش سرخ عملیات باگراتیون را قدرت مافوق تصوری علیه گروه ارتش مرکز آغاز کرد. گروه ارتش شمال هم با شدت کمتری مورد حمله قرار گرفت. انهدام تقریبی گروه ارتش مرکز جناح راست (جنوبی) لیندمان را باز کرد. لیندمان اواخر ماه ژوئن این بار خواهان عقب کشیدن جناح جنوبی بدون محافظت خود شد. ارتشبد کورت سایتسلر، رئیس ستاد کل نیروی زمینی، در موافقت با این خواسته، حتی پیشنهاد کرد گروه ارتش شمال با رها کردن استونی و عقب کشیدن جناح چپ خود تا ناحیه ریگا، خط خود را کوتاه و برخی از آرایش‌های رزمی خود را آزاد کند. با این حال، هیتلر با رد این سخنان، به لیندمان دستور داد از ناحیه پولوتسک به سمت جنوب شرقی حمله ببرد تا فشار بر گروه ارتش مرکز کاهش یابد. در این حال نیروهای لیندمان خود در بلاروس تحت فشار شدیدی بودند و او اصرار داشت از توان لازم بدین منظور برخورد نیست. بدین شکل لیندمان روز ۳ ژوئیه سال ۱۹۴۴ از جایگاه فرماندهی گروه ارتش شمال عزل شد. ارتشد یوهانس فریسنر در این جایگاه جایگزین او گردید.
دانمارک
لیندمان برای شش ماه هیچ جایگاهی نداشت. اواخر جنگ مجدداً به یاد فرماندهی عالی افتاد و روز ۲۷ ژانویه سال ۱۹۴۵ به عنوان فرماندار نظامی ورماخت در دانمارک برگزیده شد. فرماندهی شامل چند یگان از نیروهای سال‌خورده، مقداری نیروی حفاظتی و تعداد کمی آتشبار دفاع ساحلی می‌شد. حتی پس از مرگ هیتلر و برخلاف خواست جانشین او بزرگ‌دریابد کارل دونیتس، لیندمان به نیروهای خود دستور داد سلاح بر زمین نگذارند و دست از مقاومت نکشند. با این حال عموماً از این دستور تمرد شد. لیندمان که چاره‌ای جر این نداشت، روز ۸ مه سال ۱۹۴۵ خود را در کوپنهاگن تسلیم نیروهای بریتانیایی کرد.

## پس از جنگ
لیندمان ماه مه سال ۱۹۴۸ از اسارت آزاد و دوران بازنشستگی خود را در فرویدنشتات گذراند. ارتشبد گئورگ لیندمان در نهایت روز ۲۵ سپتامبر سال ۱۹۶۵ در همین شهر درگذشت.